# Alexandre Franc
Pour les articles homonymes, voir Franc.
Alexandre Franc est un auteur de bande dessinée et illustrateur français né en 1973.

## Biographie

### Formation
Alexandre Franc « a suivi les cours de Pourbaix, Sevrin et Larue à l'Institut Saint-Luc de Bruxelles ».

### Activités professionnelles
En 2010-2011, il participe au feuilleton en ligne Les Autres Gens scénarisé par Thomas Cadène.
Il participe depuis mars 2013 à la revue de bande dessinée numérique Professeur Cyclope.

### Guantánamo Kid
Avec le journaliste et chercheur indépendant Jérôme Tubiana, Alexandre Franc élabore Guantánamo Kid : l'histoire vraie de Mohammed El-Gorani, roman graphique paru en 2018 chez Dargaud et retraçant l'histoire de Mohammed El-Gorani, le plus jeune détenu du Camp de Guantánamo. L'album suscite l'attention des médias de bande dessinée mais aussi des publications nationales généralistes, et en septembre 2018, le journal Le Soir décerne au dessinateur le prix Atomium de la BD de reportage pour cette œuvre.

## Publications
- 2007 : Les Isolés, Éditions Paquet
- 2008 : Mai 68. Histoire d'un printemps[7], scénario d'Arnaud Bureau, Berg International
- 2009 : Macula Brocoli, en collaboration avec Laurent Alexandre, Champaka
- 2011 : Victor et l’Ourours, Actes Sud - l'An 2
- 2011 : Jean-Paul Goude. La jungle des images, scénario de Thomas Cadène, Dupuis
- 2012 : Les Satellites[8], dessins de Claire de Gastold, Gallimard, coll. Bayou
- 2013 : Les Pénates, dessin de Vincent Sorel, 4 épisodes publiés dans Professeur Cyclope
- 2013 : Cher Régis Debray[9],[10], avec Régis Debray, Futuropolis
- 2014 : Agatha, la vraie vie d'Agatha Christie[11],[12], scénario de Anne Martinetti et Guillaume Lebeau, Marabout, coll Marabulles
- 2016 : Antoine et la fille trop bien, Sarbacane
- 2018 : Guantánamo Kid - L'histoire vraie de Mohammed el-Gorani[4],[5], scénario de Jérôme Tubiana, Dargaud.
- 2020 : Grand Orient[13],[14], scénario de Jérôme Denis, Soleil Productions.

## Distinctions
- Prix Atomium de la BD de reportage pour Guantánamo Kid [6].